# 陈志强 (1949年)
陈志强（1949年7月—），男性，苗族，湖南麻阳人，中华人民共和国政治人物。

## 生平
1949年7月，陈志强出生在湖南省第九行政督察区麻阳县（今麻阳苗族自治县）。1968年12月参加工作，1978年3月加入中国共产党。陈志强早年任教，曾经在麻阳县第一中学、第三中学任教导主任，后出任麻阳三中校长。
步入政坛后，陈志强历任麻阳苗族自治县人民政府副县长，中共麻阳苗族自治县委常委、常务副县长，中共麻阳苗族自治县委副书记，县人民政府县长:525，1992年8月，陈志强离开家乡麻阳，中共溆浦县委书记，任期至1995年7月。在溆浦任内，1995年，获得中共中央组织部授予“全国优秀县委书记”荣誉称号。
其后，陈志强升任怀化地委委员、行署常务副专员。1998年4月，陈志强出任中共怀化市委副书记，2000年5月升任怀化市人民政府副市长、代理市长，次年2月正式出任市长。2006年9月退任。之后，陈志强出任湖南省人民代表大会常务委员会委员、内务司法委员会副主任委员。现已退休。